# Ferrari SP-8
Ferrari SP-8 – supersamochód klasy średniej typu one-off wyprodukowany pod włoską marką Ferrari w 2023 roku.

## Historia i opis modelu

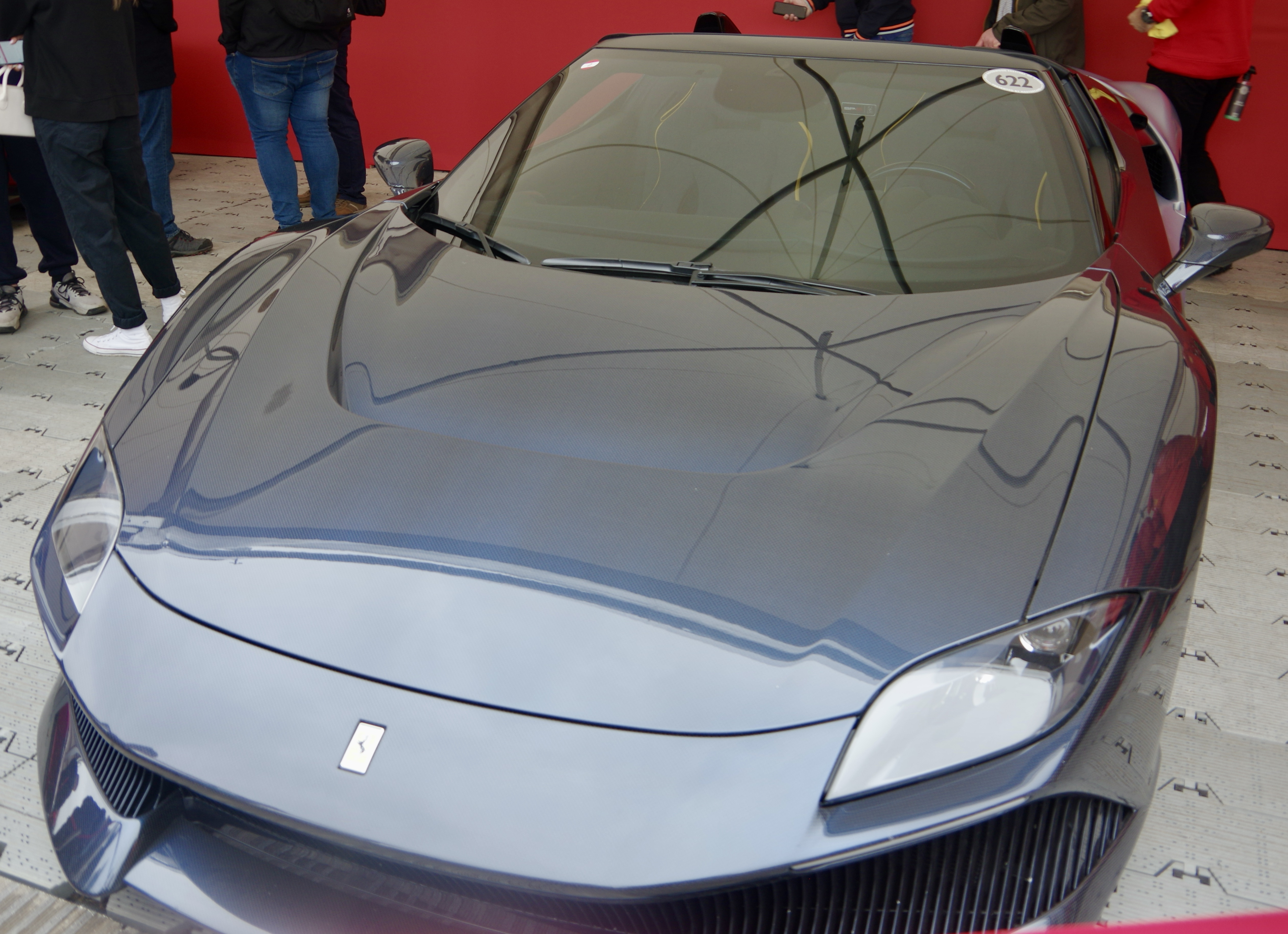
Ferrari SP-8 - przód

Trzy miesiące po premierze ostatniego one-offa Ferrari, modelu KC23, włoska firma zaprezentowała z końcem października 2023 kolejny unikatowy model zbudowany na specjalne zamówienie klienta. SP-8 zostało opracowane w oparciu o podzespoły modelu F8 Spider, dzieląc z nim płytę podłogową i układ napędowy. Jednocześnie, typowo dla modeli "Special Products", Ferrari SP-8 otrzymało unikalny projekt stlylistyczny z charakterystycznym, szpiczastym przodem z łezkowatymi reflektorami, a także obszernymi wlotami powietrza i nisko osadzonymi, niewielkimi podwójnymi lampami zapożyczonymi z modelu Roma. Nadozie pokryło dwutonowe malowanie łączące srebrno-matowy lakier Mrgento Micalizzato z przodem pokrytym ciemno-granatowym lakierem Blue Sandstone.
Otwarte, dwumiejscowe nadwozie SP-8 jest roadsterem, który nietypowo dla tego typu pojazdów został pozbawiony funkcji zamykania dachu i na stałe posiada otwartą przestrzeń nad głowami pasażerów. Rozwiązanie to podyktowane zostało obniżeniem masy całkowitej pojazdu, a także lepszym rozplanowaniem przestrzeni za zagłówkami z racji usunięcia mechanizmu oraz przestrzeni do przechowywania panelu dachowego. Wysoko zachodząca tylna pokrywa silnika nawiązuje do klasycznego modelu Testarossa. Wynosząca ok. 1,4 tony masa całkowita była możliwa dzięki lekkim materiałom wykorzystanym także do budowy poszycia nadwozia, stosując drukowaną w 3D aluminiową osłonę chłodnicy, a także włókna węglowe do elementów przedniej części karoserii. Minimalistyczna kabinę pasażerską pokryto czarną alcantarą z żółtymi akcentami widocznymi m.in. na fotelach i desce rozdzielczej.
Do napędu Ferrari SP-8 wykorzystany został podwójnie turbodoładowany silnik typu V8 o pojemności 3,9 litra i mocy 720 KM oraz 568 Nm maksymalnego momentu obrotowego. Jednostka ta pozwala rozpędzić się do 100 km/h w mniej niż 3 sekundy.

### Sprzedaż
Ferrari SP-8 to samochód typu one-off, który powstał w jednej unikalnej sztuce opracowanej na specjalne zamówienie anonimowego, oddanego klienta włoskiej firmy z Tajwanu. Kwota, na którą opiewała transakcja, określa się na 8 milionów dolarów. Przed dostarczeniem do nabywcy, samochód dwa razy przedstawiono publiczności: najpierw 24 października na torze Mugello podczas wyściguu Finali Mondiali Ferrari 2023, a następnie w Muzeum Ferrari w Maranello odlistopada 2023 do marca 2024 roku.

### Silnik
- V8 3.9l 710 KM